# Filharmonia Bałtycka
Polska Filharmonia Bałtycka im. Fryderyka Chopina w Gdańsku – filharmonia w Gdańsku, na wyspie Ołowianka, w zabytkowych, przebudowanych i rozbudowanych budynkach dawnej miejskiej elektrowni.

## Historia
Instytucja założona została w 1945 jako Miejska Orkiestra Symfoniczna. Koncert inauguracyjny odbył się 29 września 1945 w Sopocie. Do 1949 orkiestra powiększyła się do 81 osób i zaliczana była do najlepszych orkiestr w Polsce, a w ślad za tym, w uznaniu wysokiego poziomu, orkiestra w kwietniu 1945 została upaństwowiona i zyskała nazwę Państwowej Filharmonii Bałtyckiej.

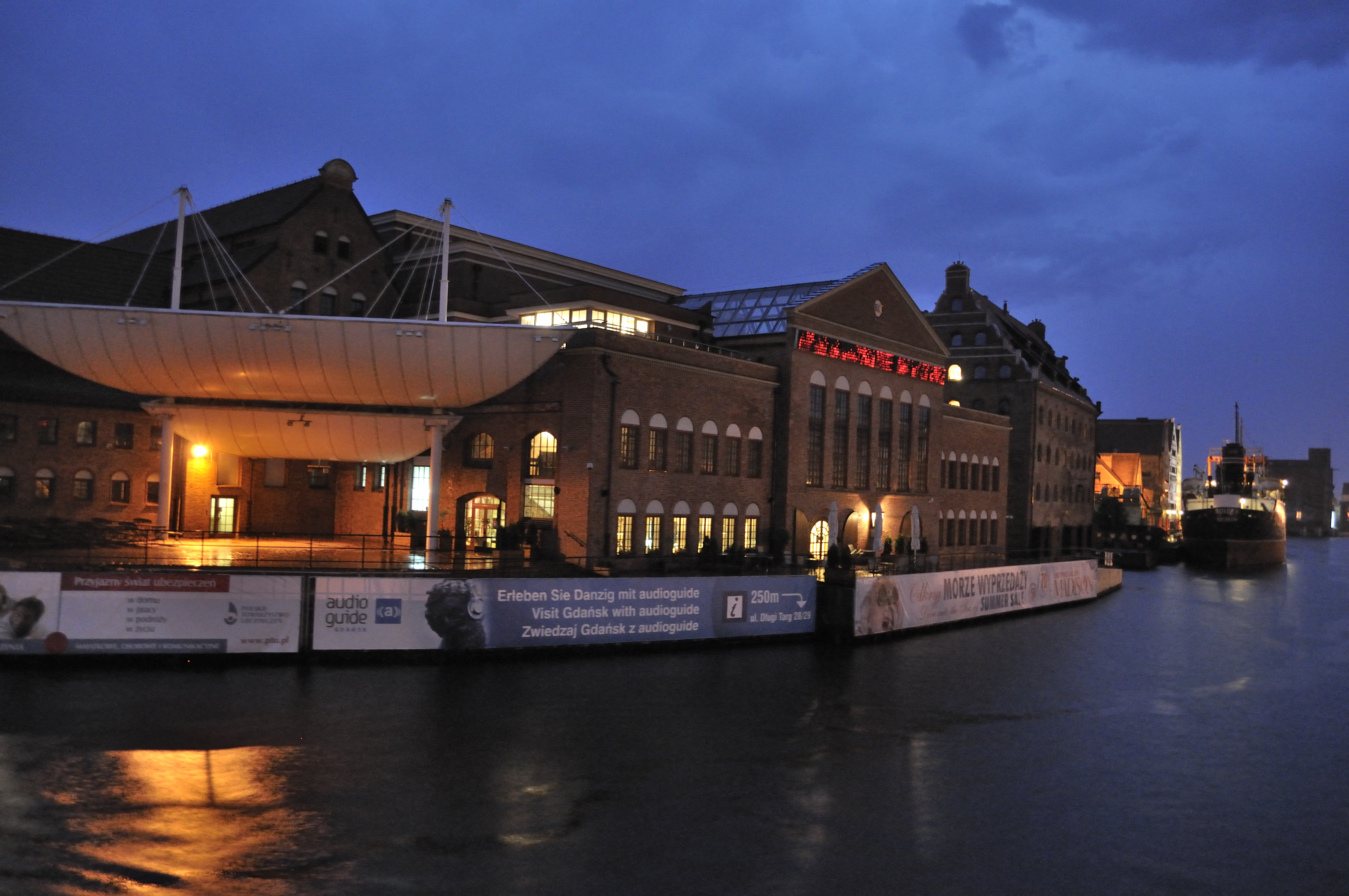
Filharmonia Bałtycka nocą

W 1953 połączona została ze Studium Operowym i przekształciła się w Państwową Operę i Filharmonię Bałtycką. Nową instytucją kierował artystycznie Kazimierz Wiłkomirski. Orkiestra miała wówczas dwojakie przeznaczenie: symfoniczne i operowe.
Następnie, na początku lat 70. dokonano rozdziału kompetencji. Koncert inauguracyjny Gdańskiej Orkiestry Symfonicznej odbył się w styczniu 1975.
Ostateczne rozdzielenie filharmonii od opery, współegzystujących nieprzerwanie przez cztery dziesięciolecia instytucji, nastąpiło w roku 1993, kiedy funkcję dyrektora objął Roman Perucki. Niezależna instytucja – Polska Filharmonia Bałtycka im. Fryderyka Chopina – pilnie potrzebowała nowej siedziby.

## Nowa siedziba

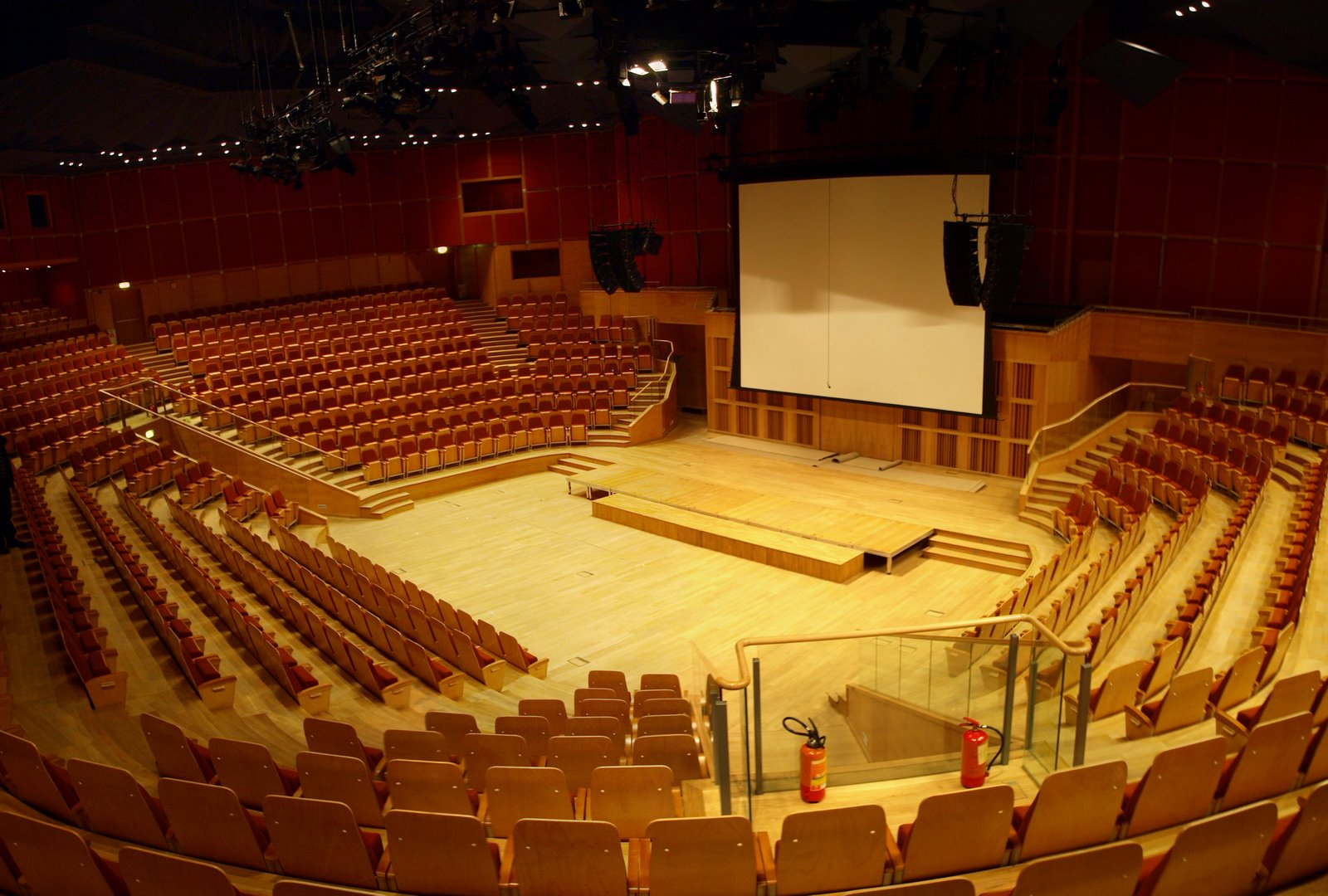
Wnętrze głównej sali koncertowej filharmonii

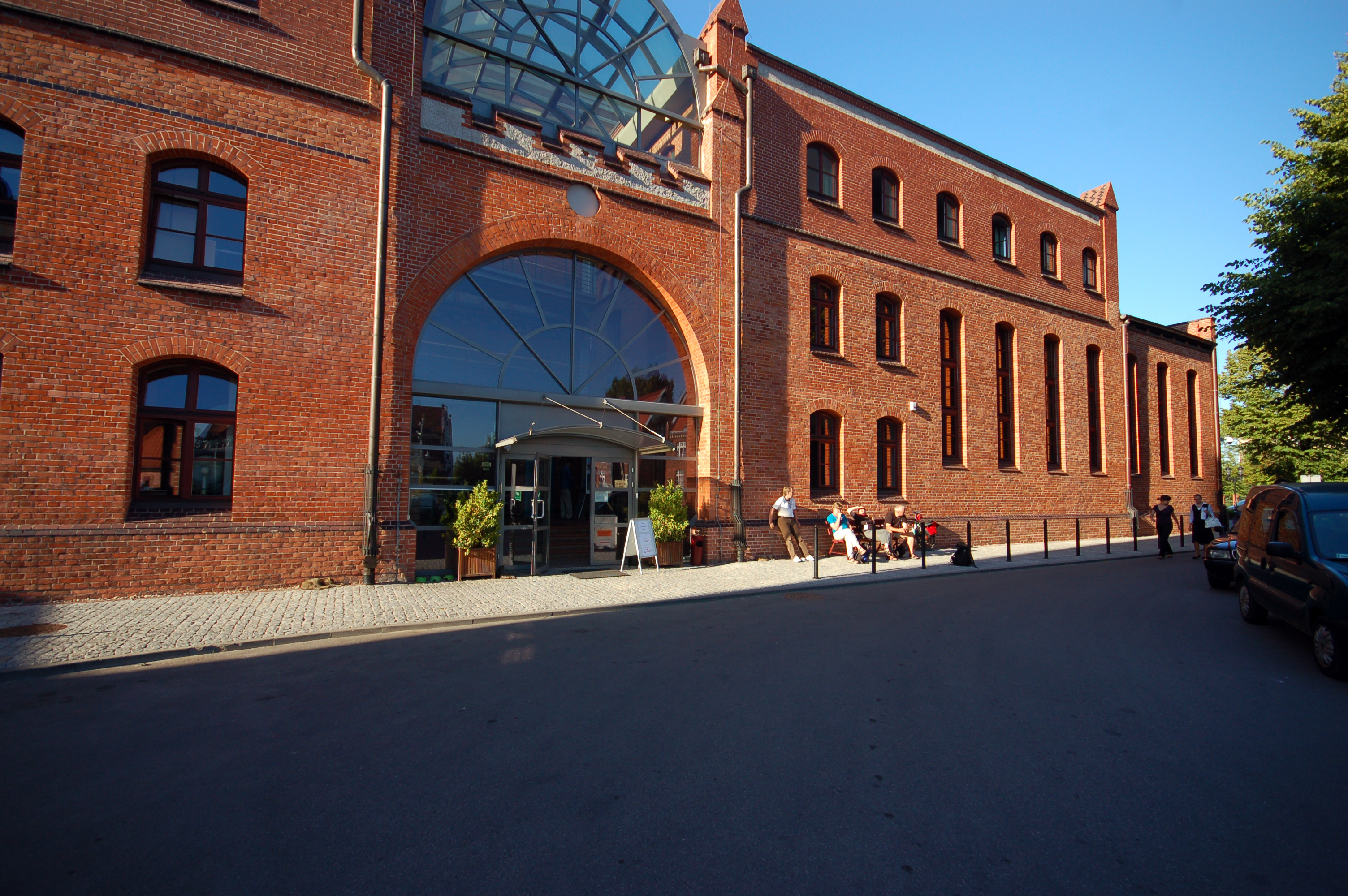
Wejście administracyjne

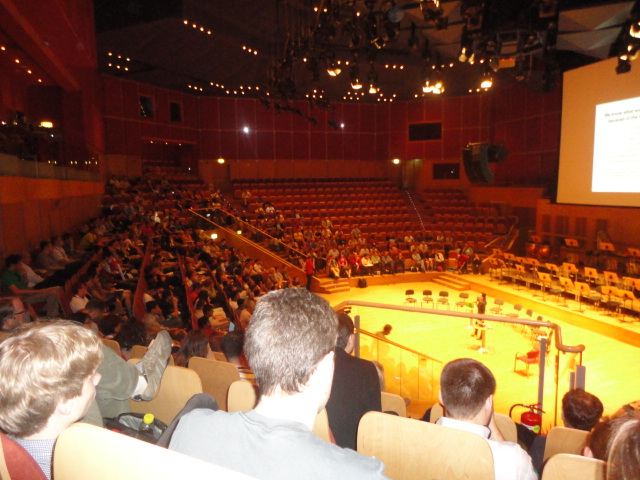
Wnętrze głównej sali koncertowej

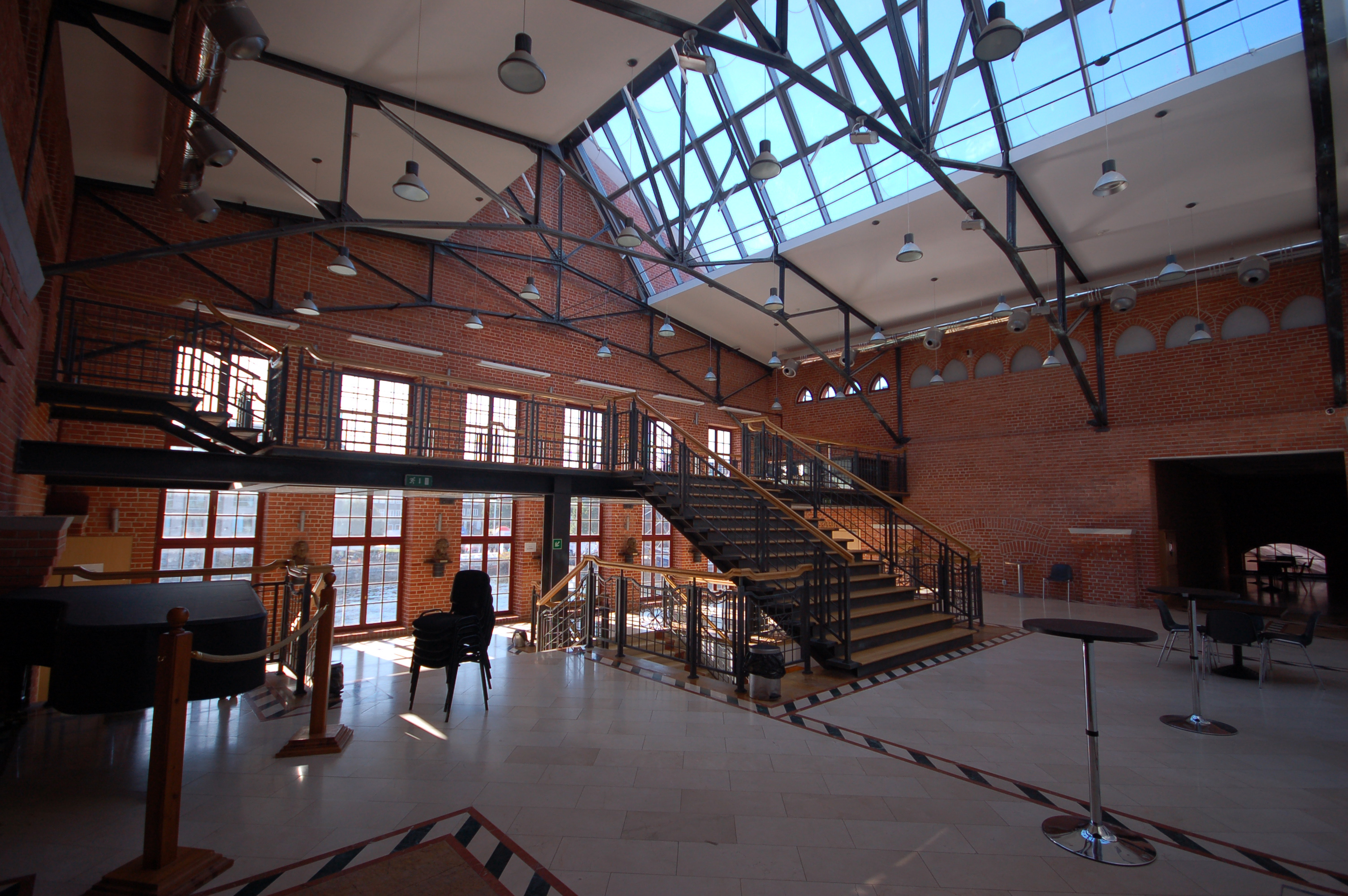
Salon Gdański, antresola

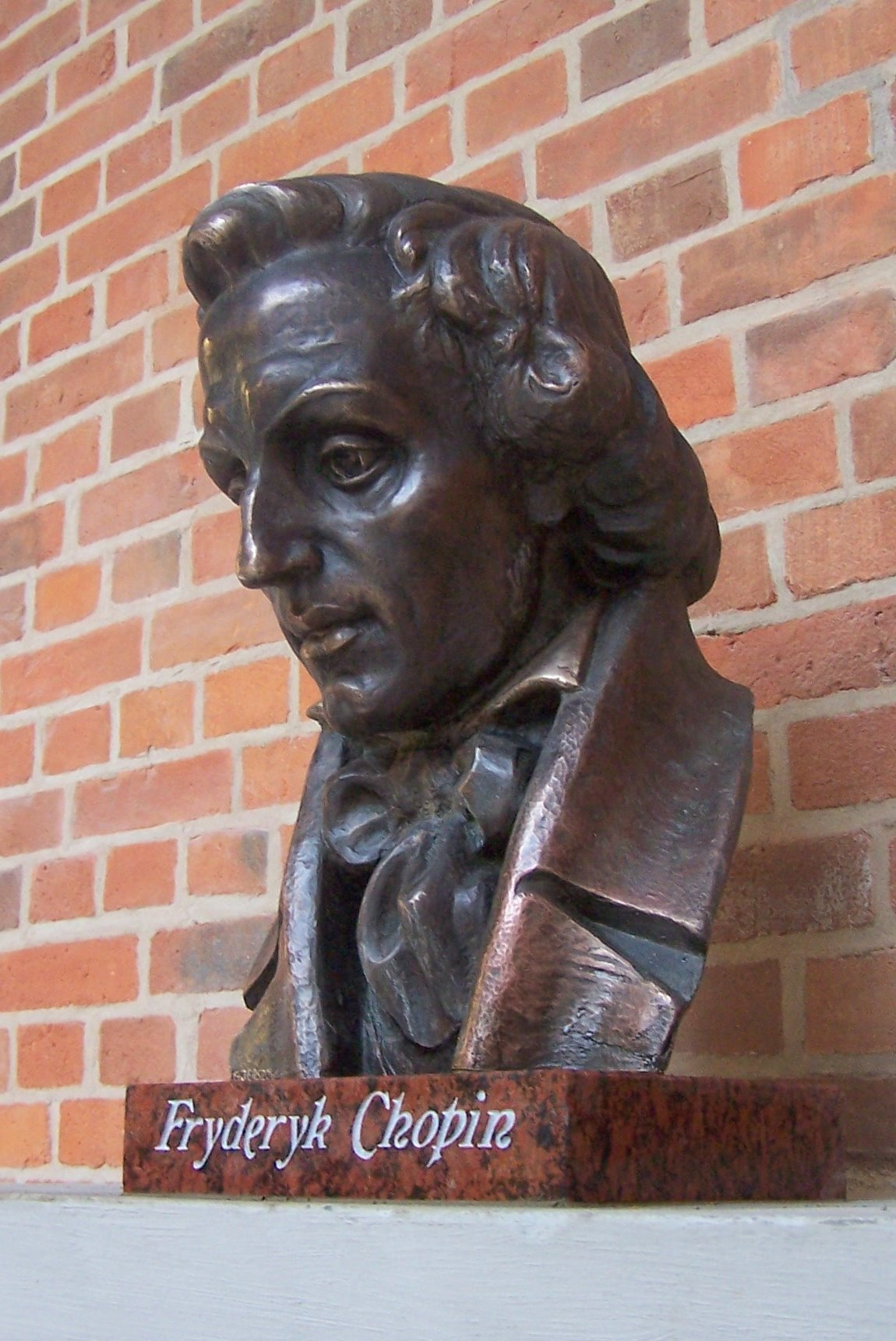
Fryderyk Chopin autorstwa Giennadija Jerszowa

Siedzibą Filharmonii Bałtyckiej jest zespół budynków po dawnej elektrociepłowni z końca XIX wieku, znajdujący się na wyspie Ołowianka w Gdańsku. W latach 1998–2005 zrealizowano nowatorską w skali kraju rewitalizację tego poprzemysłowego terenu, dostosowując go do potrzeb nowej Filharmonii.
Kompleks miejskiej elektrowni na Ołowiance wybudowała w latach 1897–1898 berlińska firma Siemens & Halske, a dalsza rozbudowa trwała do 1913. Budynek z cegły zachwycał dekoracyjną neogotycką fasadą zdobioną rozetami, flankami, wieżyczkami, a nawet dwiema basztami. W ostatnich wojennych miesiącach 1945 obiekt doznał poważnych zniszczeń. Uruchomiona ponownie w sierpniu 1945 elektrownia funkcjonowała aż do momentu jej zamknięcia w 1996.
Projekt przebudowy, rozbudowy i dostosowania budynków wykonała pracownia architektoniczna Marcina Kozikowskiego KD Kozikowski Design. Filharmonia Bałtycka składa się z 7 segmentów, obejmujących:
- koncertową salę główną na 1000 miejsc
- salę kameralną (jazzową) na 200 miejsc
- dwie sale wielofunkcyjne
- foyer (sala wystawowa, 808 m²)
- hotel na 60 miejsc
- zaplecze

W 2007 w Filharmonii umieszczono wykonane przez Gennadija Jerszowa brązowe popiersie Fryderyka Chopina, patrona Filharmonii Bałtyckiej.

### Główna sala koncertowa
Główna sala koncertowa posiada 1000 miejsc. Jej akustykę zaprojektował Witold Straszewicz wraz z Ewą Więckowską-Kosmalą.
Sala wyposażona jest w najnowocześniejszy sprzęt oświetleniowy i nagłośnieniowy, system tłumaczeń symultanicznych, system wspomagający słyszenie oraz system projekcji statycznej i dynamicznej. Specjalnie zaprojektowane ruchome podsufitowe ekrany oraz materiały wykończeniowe sali pozwalają na dowolną konfigurację akustyki. Działa w niej także nowoczesny system łączy światłowodowych umożliwiających transmisje radiowe i telewizyjne.

### Organy
W głównej sali koncertowej znajdują się 91-głosowe organy o 4 manuałach i klawiaturze pedałowej. Organy wybudowała w 1955 szwajcarska firma Kuhn w katedrze w Lozannie. W 2004 zostały przeniesione z Lozanny do sali Filharmonii Bałtyckiej.

## Dyrektorzy naczelni
- Roman Perucki (od 1993)

## Dyrektorzy artystyczni
Dyrektorzy artystyczni Filharmonii Bałtyckiej (chronologicznie):
- Zbigniew Turski (1945–1946)
- Stefan Śledziński (1946–1949)
- Zygmunt Latoszewski (1949–1952; 1955–1961)
- Kazimierz Wiłkomirski (1952–1955)
- Jerzy Katlewicz (1961–1968)
- Jerzy Procner (1968–1972)
- Zbigniew Chwedczuk (1972–1976)
- Zygmunt Rychert (1976–1981; 1998–2003)
- Bogusław Madey (1981–1983)
- Jerzy Salwarowski (1983–1984 Konsultant ds. artystycznych)
- Wojciech Czepiel (1984–1986)
- Wojciech Rajski (1987–1989)
- Paweł Przytocki (1989–1991)
- Janusz Przybylski (1992–1993)
- Roman Perucki (1993–1998)
- Michał Nesterowicz (2004–2008)
- Kai Bumann (2008–2012)
- Ernst van Tiel (2012–2017)
- George Tchitchinadze (od 2017[2])